# Comuna Vîșenkî, Borîspil
Vîșenkî (în ucraineană Вишеньки) este o comună în raionul Borîspil, regiunea Kiev, Ucraina, formată din satele Petrivske și Vîșenkî (reședința).

## Demografie
Componența lingvistică a comunei Vîșenkî
     Ucraineană (96,28%)
     Rusă (3,27%)
     Alte limbi (0,29%)
Conform recensământului din 2001, majoritatea populației comunei Vîșenkî era vorbitoare de ucraineană (96,28%), existând în minoritate și vorbitori de rusă (3,27%).